# Schweizerischer Jugendmusikwettbewerb
Der Schweizerische Jugendmusikwettbewerb (SJMW, fr. Concours Suisse de Musique pour la Jeunesse, it. Concorso Svizzero di Musica per la Gioventù, rm. Concurrenza Svizra da Musica per la Giuventetgna) ist ein jährlich stattfindender Musikwettbewerb für junge Schweizer Musiker in den Kategorien klassische Musik, Jazz und Popmusik sowie seit 2021 auch experimentelle und elektronische Musik. Oberstes Ziel des SJMW ist die Talentförderung. Unter dem Motto «Kein Schweizer Musiktalent darf unentdeckt bleiben» lockt der Wettbewerb jährlich über 1500 musikbegeisterte Jugendliche an. Der SJMW gilt als bedeutendster nationaler Wettbewerb der Schweiz im Fach Musik.
Dem SJMW entspricht in Deutschland Jugend musiziert und in Österreich prima la musica als die nationalen Musikwettbewerbe für Kinder und Jugendliche.

## Geschichte
Der Schweizerische Jugendmusikwettbewerb wurde 1975 in der Tonhalle-Gesellschaft Zürich von Gerd Albrecht, dem damaligen Chefdirigenten des Tonhalle-Orchesters, ins Leben gerufen. Die Tonhalle-Gesellschaft veranstaltete den Wettbewerb bis 1999, als die privatrechtliche Stiftung gegründet wurde. Seither findet er abwechslungsweise auch in anderen Städten statt, 1999 zum ersten Mal in Bern, 2003 zum ersten Mal im Fürstentum Liechtenstein. Stifter waren der Schweizerische Musikpädagogische Verband (SMPV), der Verband Musikschulen Schweiz (VMS), die Sonart – Musikschaffende Schweiz, die Tonhalle-Gesellschaft Zürich, die Konferenz der Musikhochschulen der Schweiz (KMHS), der Schweizer Blasmusikverband (SBV), die SUISA sowie die Stiftung Ruth und Ernst Burkhalter.
2004 richtete die Stiftung eine professionelle Geschäftsstelle ein. 2008 wurde der Kompositionswettbewerb lanciert, 2012 der Jazz&Pop-Wettbewerb, 2021 der FreeSpace-Wettbewerb (experimentelle und elektronische Musik). 2013 erhielt die Stiftung des SJMW den Donor-Preis. Zum 40-Jahre-Jubiläum organisierte der SJMW 2015 eine Konzertmatinée mit renommierten Preisträgern. Zahlreiche junge Musiker, die am SJMW teilgenommen haben, haben sich zu angesehenen Künstlern entwickelt. Einige von ihnen sind heute Mitglieder der Jury des SJMW.
Vom 19. bis 21. März 2021 haben trotz der COVID-19-Pandemie in Arbon, Baar, Bern, Genf, Lugano, Neuenburg, Sissach und Winterthur die Entraden (Vorselektionen) des SJMW unter strengsten Schutzvorkehrungen stattgefunden. Insgesamt wurden 775 Preise verliehen, davon 76 1. Preise mit Auszeichnung und 289 1. Preise. Der Final, für den sich die 365 Gewinner der 1. Preise der Entraden qualifiziert hatten, fand unter den gleichen Schutzvorkehrungen vom 6. bis 9. Mai 2021 in Luzern statt.
Die Entraden des Classica-Wettbewerbs 2022 fanden vom 4. bis 6. März 2022 in Arbon, Genf, Liestal, Lugano, Neuenburg, Winterthur und Zug statt, der Final vom 28. bis 30. April 2022 im Konservatorium Zürich.
Am 1. Mai 2022 wurden 212 Preise verliehen. Das Preisträgerkonzert am gleichen Tag zeugte vom hohen Niveau und der Vielseitigkeit des musikalischen Nachwuchses in der Schweiz.
Der SJMW zählt zurzeit (September 2022) jährlich über 1500 Teilnehmer aus der ganzen Schweiz im Alter zwischen 8 und 20 Jahren in den Kategorien Classica, Composition, Jazz&Pop sowie FreeSpace. Er ist Mitglied der 1970 gegründeten Europäischen Union der Musikwettbewerbe für die Jugend (EMCY) mit Sitz in München, eines Zusammenschlusses von rund 50 nationalen und internationalen Jugendmusikwettbewerben in Europa.

## Bewertungssystem
Für die Preis-Kategorien gibt es sieben Bewertungsstufen. Die höchste Kategorie, «1. Preis mit Auszeichnung», wird mit der Maximalpunktzahl von 25 Punkten erreicht. Die weiteren Preise und Anerkennungen werden in Zwei-Punkte-Schritten (bis 2020: in Drei-Punkte-Schritten) definiert: 1. Preis (24–23 Punkte), 2. Preis (22–21 Punkte), 3. Preis (20–19 Punkte), Anerkennung «mit sehr grossem Erfolg teilgenommen» (18–17 Punkte), «mit grossem Erfolg teilgenommen» (16–15 Punkte), «mit Erfolg teilgenommen» (14–13 Punkte).

## Wettbewerbe

### Kategorie Classica
Der Wettbewerb Classica wird als Solo- oder Kammermusikwettbewerb in den Disziplinen Alte Musik und Neue Musik durchgeführt. Zur Ermittlung der Finalisten werden Entradawettbewerbe in ca. zehn verschiedenen Städten aller Sprachregionen der Schweiz durchgeführt. Die Träger der 1. Preise aus den Entradawettbewerben nehmen am Final teil, der abwechslungsweise in musikalischen Zentren der Deutschschweiz, der Romandie und des Tessins stattfindet. Die Finalorte in den letzten zehn Jahren waren 2011 Basel, 2012 Winterthur, 2013 Bern, 2014 Lausanne, 2015 Lugano, 2016 Musikinsel Rheinau, 2017 La Chaux-de-Fonds, 2018 Zürich, 2019 Lugano, 2021 Luzern, 2022 Zürich. Das Finale 2020 in Lausanne musste wegen der COVID-19-Pandemie abgesagt werden. Für Preisträger des Finals werden Meisterkurse organisiert und durchgeführt, zudem gibt es eine Spezialförderung für Konzertengagements sowie Teilnahme an Meisterkursen. Präsident der Fachkommission Classica ist der Blockflötist und Dirigent Maurice Steger.

### Kategorie Composition
Der Wettbewerb SJMW Composition wird auf nationaler Ebene ausgeschrieben und bietet Kindern und Jugendlichen, die noch nicht professionell im Musikbereich tätig sind, Gelegenheit, ihre Werke im öffentlichen Rahmen vor einer Jury vorzustellen. Die interessantesten Beiträge werden in einer Finalrunde vor Publikum aufgeführt.

### Kategorie Jazz&Pop
Der Wettbewerb Jazz&Pop findet in den Disziplinen Solo, Band und Large Ensemble statt. In diesem Wettbewerb wird die Vorselektion online durchgeführt. Für das Live-Come Together des Finals arbeitet der SJMW mit Veranstaltern in der ganzen Schweiz zusammen (beispielsweise 2014 Jazzclub Moods, Zürich). Zudem gibt es eine Spezialförderung für Konzerte und Studioaufnahmen. Die Fachkommission Jazz&Pop wird von Lukas Hering präsidiert, dem Präsidenten des Verbandes Musikschulen Schweiz (VMS).

### Kategorie FreeSpace
FreeSpace ist eine Wettbewerbskategorie für Teilnehmer, deren Beiträge sich weder in der Kategorie Classica einordnen lassen noch unter Jazz&Pop oder Composition Platz finden. FreeSpace ist ein Freiraum für freie oder experimentelle musikalische Beiträge wie Improvisation, elektronische Musik, Musik in Kombination mit anderen Elementen wie z. B. Theater sowie für weitere, nie dagewesene musikalische Beiträge. Wie bei Jazz&Pop gibt es auch in der Kategorie Free Space eine Online-Vorselektion. Der Final wird als Live-Event, für den der SJMW mit Schweizer Veranstaltern zusammenarbeitet, oder als Online-Event durchgeführt.

## Stiftungsrat
Stiftungsräte (Stand 2022):
- Helena Maffli, Präsidentin (seit 2018)
- Martin Korrodi, Vizepräsident, Quästor SUISA, Genossenschaft der Urheber und Verleger von Musik
- Christoph Brenner, freies Mitglied
- Ruth Burkhalter, Stiftung Ruth und Ernst Burkhalter
- Thierry Carrel, freies Mitglied
- Michael Eidenbenz, Konferenz Musikhochschulen Schweiz (KMHS)
- Martin Frutiger, Tonhalle-Gesellschaft Zürich (TGZ)
- Michael Häfliger, freies Mitglied
- Markus Hochuli, Schweizerischer Musikpädagogischer Verband (SMPV)

Frühere Präsidenten der Stiftung waren u. a. Andreas Wegelin (bis 2016) und Martin Vollenwyder (2016–2018).

## Hauptsponsoren
Stand: 2022
- Credit Suisse Foundation
- Bundesamt für Kultur (BAK)
- Hirschmann-Stiftung
- Fondation SUISA
- Ruth Burkhalter, Stiftung zur Förderung junger Musiktalente
- alle Kantone
- Loterie Romande

Am 23. September 2012 stimmten Volk und Stände dem Bundesbeschluss vom 15. März 2012 über die Jugendmusikförderung (Gegenentwurf zur Volksinitiative «jugend + musik») mit grosser Mehrheit zu. Der Bund erliess darauf unter Mitwirkung der Kantone Grundsätze für den Zugang der Jugend zum Musizieren sowie die Förderung musikalisch Begabter. Gefördert wird der SJMW seither von den Kantonen und vom Bundesamt für Kultur (BAK).
2003 geriet der SJMW in eine ökonomische Krise, als sich die Schweizer Post als Hauptsponsor zurückzog. Der Ausfall konnte schliesslich durch erhöhte Beiträge der übrigen Sponsoren wettgemacht werden.

## Belege
1. ↑  Stiftung Schweizerischer Jugendmusikwettbewerb. In: Website der Schweizerischen Stiftung für den Doron Preis, 2013.
2. ↑  775 Preise für Nachwuchskünstler. Website des Schweizerischen Blasmusikdirigentenverbands, 22. März 2021.
3. ↑  SJMW-Finale in Kriens. In: Schweizer Musikzeitung. 10. Mai 2021.
4. ↑  Heinrich Baumgartner: Von Arbon bis Zug – von Harfe bis Saxophon. In: Schweizer Musikzeitung. 30. März 2022.
5. ↑  Beeindruckende Talente am SJMW. In: Schweizer Musikzeitung. 2. Mai 2022.
6. ↑  Großer Bahnhof, Nachdenklichkeit, Erfolge. In: Neue Musikzeitung. Mai 2012.
7. ↑  Neues Bewertungssystem ab 2020. In: Website des SJMW.
8. ↑  Stiftungsrat. In: Website des SJMW.
9. ↑  Hauptpartner. In: Website des SJMW.
10. ↑  Umsetzung von Art. 67a BV auf Bundesebene. Bericht der Arbeitsgruppe des EDI, November 2013 (PDF; 247 kB).
11. ↑  Peter Stücheli: Jugendmusikwettbewerb auf Geldsuche. In: Neue Zürcher Zeitung. 5. April 2003.